# K.G. Sastry Palya, Dod Ballapur
K.G. Sastry Palya là một làng thuộc tehsil Dod Ballapur, huyện Bangalore Rural, bang Karnataka, Ấn Độ.